# Anglofrisiska språk

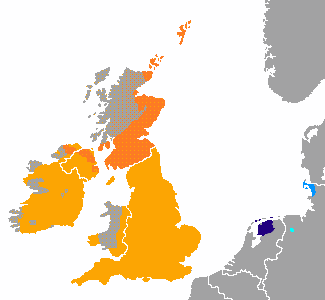
De anglofrisiska språken i Europa:
Engelska
Lågskotska
Västfrisiska
Nordfrisiska
Saterfrisiska

Anglofrisiska språk utgör en undergrupp av de västgermanska språken. Anglofrisiska talades ursprungligen i Nordsjöns kontinentala kustland. I gruppen ingår fornengelskan, belagd sedan 700-talet, och fornfrisiskan, belagd sedan 1100-talet och fram till ca 1500 samt deras avkomlingar (engelska, frisiska mfl.).  
De anglofrisiska språken skiljer sig från de övriga västgermanska språken (tyska, nederländska mfl.) bland annat genom den anglofrisiska palataliseringen av velarer och bortfallet av nasaler framför frikativor, varvid vokalen ursprungligen förlängts. (Snarlika förändringar har också skett i svenskan.)
Exempel på den anglofrisiska palataliseringen, där tyskt /k/ motsvaras av /tS/ medan tyskt /g/ motsvaras av /j/: 
| Tyska   | Nederländska | Frisiska | Engelska    | Svenska |
| ------- | ------------ | -------- | ----------- | ------- |
| Käse    | kaas         | tsiis    | cheese      | ost     |
| Kirche  | kerk         | tsjerke  | church      | kyrka   |
| Gestern | gisteren     | juster   | yester(day) | (i)går  |
| Garn    | garen        | jern     | yarn        | garn    |
| Regen   | regen        | rein     | rain        | regn    |
| Tag     | dag          | dei      | day         | dag     |
| Weg     | weg          | wei      | way         | väg     |

Exempel på bortfall av nasaler: 
- tyska Gans, nederländska gans - frisiska goes, engelska goose (gås);
- tyska Mund, nederländska mond - nordfrisiska müs, mös, engelska mouth (mun);
- tyska och nederländska ander- - frisiska oare, engelska other (annan/andra);
- tyska uns, nederländska ons - frisiska ús, engelska us (oss).

En grammatisk skillnad består i avsaknaden av ett särskilt reflexivt pronomen. Man kan jämföra:
| Tyska                    | Nederländska             | Frisiska              | Engelska                    | Svenska             |
| ------------------------ | ------------------------ | --------------------- | --------------------------- | ------------------- |
| er hat sich gewaschen    | hij heeft zich gewassen  | hy hat him waske      | he has washed himself       | han har tvättat sig |
| sie hat sich gewaschen   | zij heeft zich gewassen  | sy hat har waske      | she has washed herself      | hon har tvättat sig |
| sie haben sich gewaschen | zij hebben zich gewassen | sy hawwe harren waske | they have washed themselves | de har tvättat sig  |

## Räkneord
Räkneorden från ett till tio i några anglofrisiska språk:
|                         | 1       | 2               | 3        | 4       | 5     | 6       | 7      | 8           | 9         | 10    |
| ----------------------- | ------- | --------------- | -------- | ------- | ----- | ------- | ------ | ----------- | --------- | ----- |
| Engelska                | one     | two             | three    | four    | five  | six     | seven  | eight       | nine      | ten   |
| Scots (lågskotska)      | ane yae | twa             | thrie    | fower   | five  | sax sex | seiven | aicht aucht | nyne neen | ten   |
| Frysk (västfrisiska)    | ien     | twa             | trije    | fjouwer | fiif  | seis    | sân    | acht        | njoggen   | tsien |
| Seeltersk (östfrisiska) | aan     | twäi twäin twoo | träi     | fjauwer | fieuw | säks    | soogen | oachte      | njugen    | tjoon |
| Mooring (nordfrisiska)  | iinj ån | tou tuu         | trii tra | fjouer  | fiiw  | seeks   | soowen | oocht       | nüügen    | tiin  |